# 桑ノ木の滝

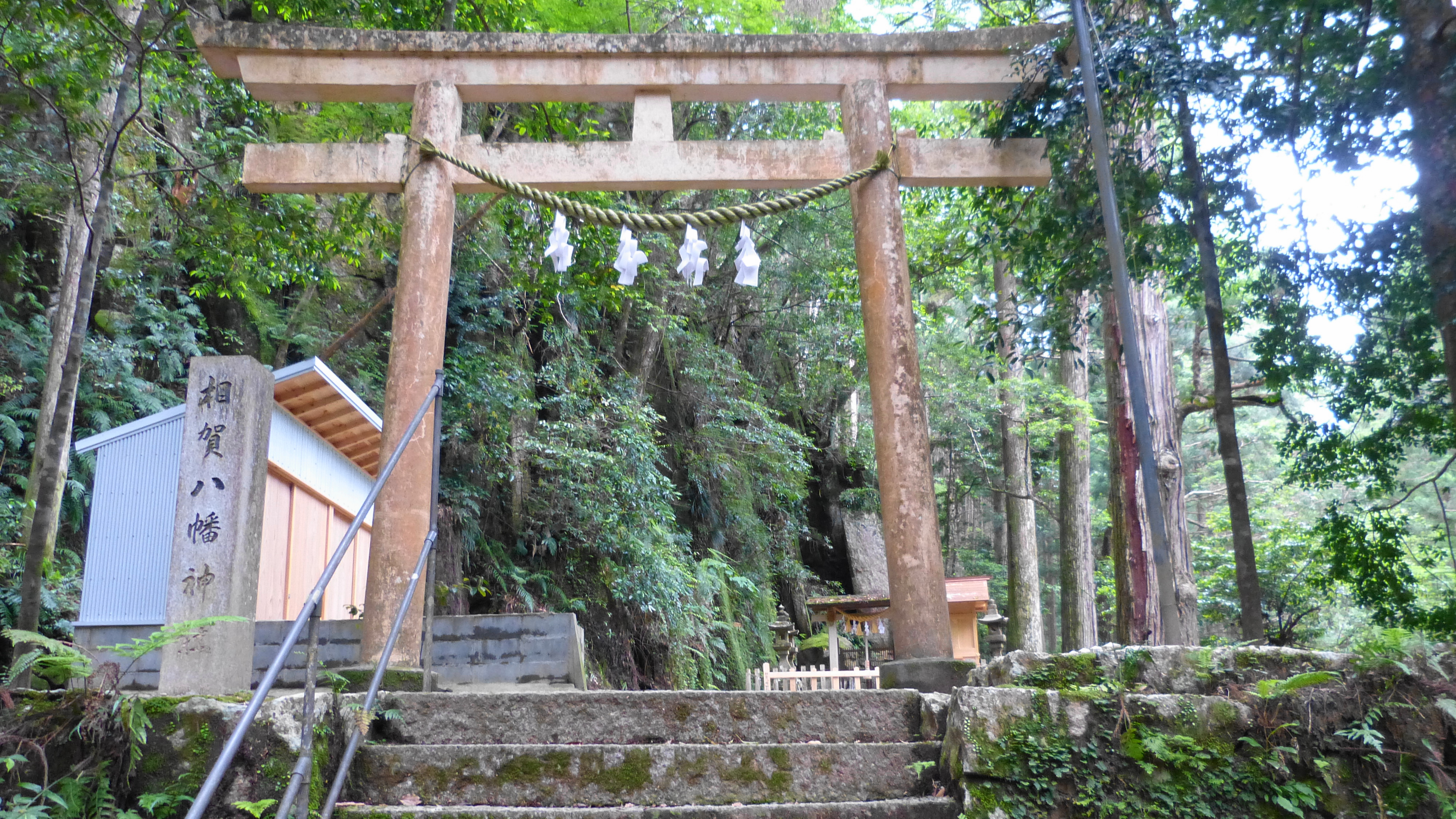
途中にある相賀八幡神社

桑ノ木の滝（くわのきのたき）は、和歌山県新宮市にある滝。桑ノ木渓谷にある落差21mの滝で日本の滝百選に選ばれている。

## 概要
高田川の支流にあり、ヤマグワが自生していたことから桑の木谷と名付けられた。また、高田川には20ぐらいの滝がある。
滝には、アメノウオ（アマゴ）が川中に鵜を入れないでほしいと言ったという昔話がある

## アクセス
新宮駅から、熊野交通・高田線の「相賀」停留所（和歌山県道230号）下車。南側にある桑ノ木橋を渡ると案内看板がある

## 周辺
- 高田の里（森林浴の森100選）